# Kitty fra Kentucky
Kitty fra Kentucky er en amerikansk stumfilm fra 1919 af Sidney Franklin og Joseph De Grasse.

## Medvirkende
- Mary Pickford som Mavis Hawn
- Allan Sears som Jason Honeycutt
- Fred Huntley som Granpap Jason Hawn
- Claire McDowell som Martha Hawn
- Sam De Grasse som Steve Honeycutt